# Zunyite
La zunyite est un minéral de la famille des sorosilicates, de formule Al13Si5O20(OH,F)18Cl. Elle a été découverte en 1884, et nommée d'après sa localité type, la mine Zuni située dans le district de Silverton (comté de San Juan, Colorado, États-Unis).
Il en existe une variété riche en fluor appelée dillnite, découverte dans la région de Banská Bystrica, en Slovaquie.

## Gisements

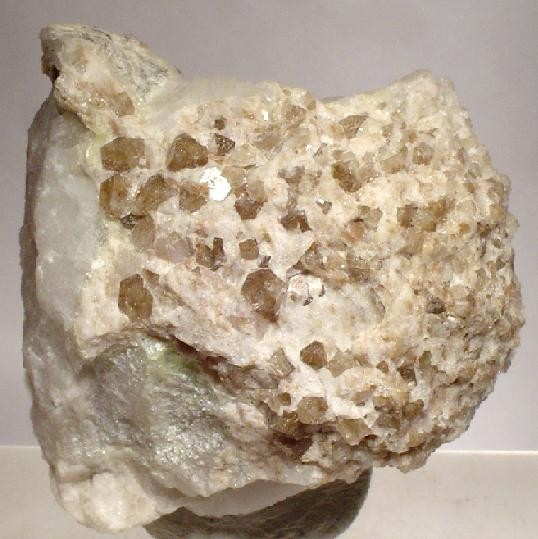
Cristaux de zunyite vitreux, translucides, gris-tan, pseudo-hexagonaux sur une matrice de quartz laiteux. De la mine Big Bertha, Dome Rock Mountains, comté de La Paz, Arizona (taille : 3,3 x 3,2 x 2,8 cm)

La zunyite se trouve dans des schistes fortement alumineux et des roches volcaniques altérées par l'hydrothermalisme. Elle se forme en association avec la pyrophyllite, la kaolinite, l'alunite, la diaspore, le rutile, la pyrite, l'hématite et le quartz.
Elle est présente dans plus de 90 gisements sur tous les continents, dont 29 aux États-Unis.